# كارترية بحرية
كارترية بحرية (الاسم العلمي: Carteria marina) هي نوع من النباتات تتبع جنس الكارترية من فصيلة المتلحفات.